# Institució Valenciana d'Estudis i Investigació
La Institució Valenciana d'Estudis i Investigació, també coneguda per la sigla IVEI, va ser un organisme constituït el 1985 per consorci entre la Generalitat Valenciana i la Diputació de València, mitjançant la integració en el seu si de la Institució Alfons el Magnànim, que havia estat fundada el 1947 com a dependència de la Diputació. La IVEI mantingué i amplià així les funcions de la Institució Alfons el Magnànim, però transcendint-ne l'àmbit provincial, i es dedicà principalment al foment de la investigació en el camp de les ciències socials i naturals i a la publicació d'estudis i obres d'interès per al País Valencià.
Estructuralment estava formada per onze instituts d'investigació: economia, història, geografia, sociologia i antropologia social, art, música, literatura, física, biologia, química, i ciències de la salut, cada un amb un director que en programava les línies d'investigació i les activitats culturals relacionades, amb pressupostos assignats per períodes de quatre anys. Disposava també d'un departament de publicacions per a la difusió dels resultats de l'activitat investigadora dels instituts, la divulgació de temes valencians i la traducció d'obres estrangeres rellevants d'interès general, tant en català (en col·leccions com ara «IAM Investigació», «Temes d'Etnografia Valenciana», «Descobrim el País Valencià», «Col·lecció Politècnica», «Biblioteca d'Autors Valencians», «Poesia») com en castellà («Estudios Universitarios», «Biografías», etc.), a més de la revista Debats, de caràcter interdisciplinari, bé que centrada sobretot en les ciències socials, que adquirí en el seu moment un considerable prestigi per la seua atenció als corrents intel·lectuals més renovadors de l'actualitat europea.
La IVEI mantingué relacions institucionals amb altres centres estatals i estrangers de caràcter similar, com ara el Consell Superior d'Investigacions Científiques de Madrid, la Maison des Sciences de l'Homme de París i el Consiglio de Scienze Sociali de Roma, entre d'altres. Des de la seua constitució va ser dirigida pel sociòleg Josep Picó, secundat per l'economista Màrius Garcia Bonafé com a director de publicacions, càrrecs que ja ocupaven en l'antiga Institució Alfons el Magnànim des del 1979, i dels quals van ser apartats en accedir el PP al poder autonòmic el 1995, substituïts per Agustín Andreu Rodrigo i José Luis Villacañas. Finalment, el 1997, Francisco Camps, aleshores conseller de Cultura, Educació i Ciència de la Generalitat, i Manuel Tarancón, president de la Diputació, davant la impossibilitat de renovar totalment la junta de govern amb elements ideològicament afins sense transgredir-ne els estatuts, acordaren la dissolució de la IVEI i la restitució de la Institució Alfons el Magnànim a l'àmbit provincial, amb la consegüent reacció d'indignació i escàndol en els ambients culturals i acadèmics valencians.
Al març del 2005, el fons bibliogràfic i hemerogràfic de la IVEI va ser incorporat a la biblioteca del MuVIM.